# Matthäus Pink
Matthäus Pink (* 2. April 2001) ist ein österreichischer Snowboarder. Er startet hauptsächlich im Parallel-Riesenslalom sowie im Parallelslalom.

## Karriere
Pink stammt aus Voitsberg. Sein internationales Renndebüt feierte er am 10. Dezember 2016 bei einem Juniorenrennen in Haus im Ennstal. Sein erstes internationales Großereignis bestritt er etwas mehr als 2 Jahre später bei den Juniorenweltmeisterschaften 2019 in Rogla, wobei er als bestes Platzierung Rang 10 im Parallel-Riesenslalom erreichte. Bis zu diesem Zeitpunkt war Pink hauptsächlich bei Europacup sowie FIS-Rennen an den Start gegangen.
Am 12. Dezember 2020 gab Pink in Cortina d’Ampezzo sein Weltcupdebüt, wobei er als 40. in der Qualifikation ausschied und ohne Punkte blieb. Seine ersten Punkte gewann er am 14. Januar 2022 mit Rang 30 auf der Simonhöhe. Eine Woche später gewann er in Bukowel sein erstes Europacuprennen.
Am 11. Dezember 2022 erzielte er mit einem 7. Platz beim Weltcup in Winterberg seine erste Top-10-Platzierung im Weltcup.
Den bisher größten Erfolg seiner Karriere feierte Pink 2023 bei den Winter World University Games in Lake Placid als er vor seinem Teamkollegen Dominik Burgstaller die Goldmedaille im Parallelslalom gewinnen konnte. Zudem gewann er noch Silber im Parallelslalom hinter dem Ukrainer Mychajlo Charuk. Zu Saisonabschluss wurde Pink zudem erstmals österreichischer Meister im Parallel-Riesenslalom.
Am 15. März 2025 feierte Pink beim Parallelslalom in Winterberg seinen ersten Weltcupsieg.

## Erfolge

### Weltcup
- 3 Platzierungen unter den besten 10, davon ein Sieg

| Datum         | Ort        | Land        | Disziplin      |
| ------------- | ---------- | ----------- | -------------- |
| 15. März 2025 | Winterberg | Deutschland | Parallelslalom |

### Weltmeisterschaften
- 2025 Engadin: 26. Platz Parallelslalom

### Juniorenweltmeisterschaften
- Rogla 2019: 10. Parallel-Riesenslalom, 18. Parallelslalom
- Lachtal 2020: 9. Parallelslalom, 10. Parallel-Riesenslalom
- Krasnojarsk 2021: 7. Parallelslalom, 8. Parallel-Riesenslalom

### Europacup
- 5 Podestplätze, davon zwei Siege

| Datum           | Ort       | Land       | Disziplin             |
| --------------- | --------- | ---------- | --------------------- |
| 22. Januar 2022 | Bukowel   | Ukraine    | Parallel-Riesenslalom |
| 9. März 2025    | Gargellen | Österreich | Parallelslalom        |

### Nor-Am Cup
- Eine Platzierung unter den besten 10

### Winter World University Games
- Lake Placid 2023: 1. Parallelslalom, 2. Parallel-Riesenslalom
- Turin 2025: 1. Parallelslalom, 9. Parallel-Riesenslalom

### Weitere Erfolge
- Ein Sieg bei einem FIS-Rennen
- Österreichischer Meister im Parallel-Riesenslalom (2023)
- Bronze bei den österreichischen Meisterschaften im Parallelslalom (2023)